# Шахматный турнир при дворе короля Испании
Шахматный турнир при дворе короля Испании (или Леонардо да Кутро и Руй Лопес играют в шахматы при дворе короля Испании, итал. Una sfida scacchistica alla Corte del Re di Spagna, или Leonardo da Cutro e Ruy Lopez giocano a scacchi alla corte di Spagna) — картина итальянского художника Луиджи Муссини (итал. Luigi Mussini,1813—1888), изображающая первый в истории международный шахматный турнир, состоявшийся в 1575 году в Мадриде по инициативе короля Филиппа II.

## История создания картины

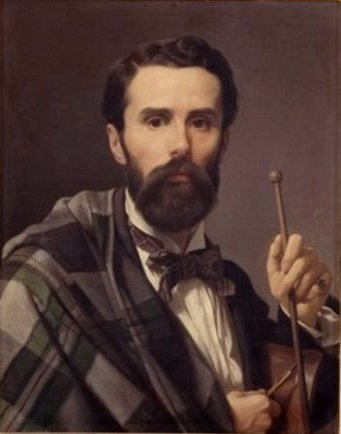
Луиджи Муссини. Автопортрет, 1850

Художник, активно занимавшийся шахматами на протяжении многих лет, сам задумал написать картину на шахматный сюжет, его желание совпало с ожиданиями ценителей искусства в Англии, где он был хорошо известен. Работу, посвящённую историческому прошлому шахмат, просил представить на свою ежегодную выставку Королевский институт Манчестера. Она не предназначалась для продажи и по замыслу Муссини должна была служить делу пропаганды шахматного искусства и его истории. За воплощением замысла в жизнь следили шахматные средства массовой информации в Великобритании. В 1882 году специальный корреспондент «The British Chess Magazine» в Италии, скрывшийся за инициалами E. O., писал:

«Известный профессор Луиджи Муссини, директор Академии художеств в Сиене и автор весьма тонкой картины „Последний день Нерона“, которая в 1881 году украсила художественную выставку в Королевском институте Манчестера и была куплена английским ценителем искусства, в настоящее время занимается работой над другой картиной, которой суждено быть выставленной в Англии. Мы делаем это краткое упоминание о новой работе прославленного художника, так как тема была предложена ему из истории шахмат. Леонардо да Кутри, более известный под прозвищем „Малыш“ (итал. "Il Puttino") прибыл в Мадрид, чтобы играть в шахматы с известным епископом Руй Лопесом, который в свое время считался выдающимся шахматистом. Матч проходил в королевском дворце в присутствии Филиппа II и итальянский шахматист одержал победу над грозным противником, за что он получил от монарха ценные подарки. Профессор Муссини представляет „Малыша“ объявляющим мат противнику. Работа выполнена с замечательным мастерством, которое отличает работы этого выдающегося художника… Мы считаем, что эта работа будет иметь ещё больший успех, чем „Последний день Нерона“. Художник этой картины, кроме продемонстрированного незаурядного мастерства шахматиста, сочинил много прекрасных задач, что повышает интерес к его картине. Мы знаем, что господин Муссини представит ещё две другие ценные картины на выставку этого года в Королевском институте».— E. O. From our special correapondents. Italy
Картина, вероятно, была закончена уже в 1883 году, иногда встречаются ошибочные даты: 1882 и 1886 годы. Она путешествовала вместе с художником по шахматным турнирам, на которых он выступал в качестве участника, показывая достойные результаты. Картина выставлялась на них на всеобщее обозрение. В настоящее время она находится в Сиене, принадлежит Museo di San Donato, экспонируется в историческом здании Banca Monte dei Paschi di Siena. Картина выполнена маслом по холсту, её размер — 77 на 133 сантиметров.

## Сюжет картины
|   | a | b | c | d | e | f | g | h |   |
| - | --- | --- | --- | --- | --- | --- | --- | --- | - |
| 8 | a8 чёрная ладья · b8 чёрный конь · c8 чёрный слон · e8 чёрный король · h8 чёрная ладья · a7 чёрная пешка · b7 чёрная пешка · c7 чёрный ферзь · e7 чёрный слон · g7 чёрная пешка · h7 чёрная пешка · c6 чёрная пешка · d6 чёрная пешка · f6 чёрный конь · e5 чёрная пешка · b4 белая пешка · c4 белый слон · e4 белая пешка · c3 белый конь · d3 белая пешка · f3 белый конь · g3 белая пешка · h3 белая пешка · a2 белая пешка · c2 белая пешка · e2 белый ферзь · a1 белая ладья · c1 белый слон · e1 белый король · h1 белая ладья | a8 чёрная ладья · b8 чёрный конь · c8 чёрный слон · e8 чёрный король · h8 чёрная ладья · a7 чёрная пешка · b7 чёрная пешка · c7 чёрный ферзь · e7 чёрный слон · g7 чёрная пешка · h7 чёрная пешка · c6 чёрная пешка · d6 чёрная пешка · f6 чёрный конь · e5 чёрная пешка · b4 белая пешка · c4 белый слон · e4 белая пешка · c3 белый конь · d3 белая пешка · f3 белый конь · g3 белая пешка · h3 белая пешка · a2 белая пешка · c2 белая пешка · e2 белый ферзь · a1 белая ладья · c1 белый слон · e1 белый король · h1 белая ладья | a8 чёрная ладья · b8 чёрный конь · c8 чёрный слон · e8 чёрный король · h8 чёрная ладья · a7 чёрная пешка · b7 чёрная пешка · c7 чёрный ферзь · e7 чёрный слон · g7 чёрная пешка · h7 чёрная пешка · c6 чёрная пешка · d6 чёрная пешка · f6 чёрный конь · e5 чёрная пешка · b4 белая пешка · c4 белый слон · e4 белая пешка · c3 белый конь · d3 белая пешка · f3 белый конь · g3 белая пешка · h3 белая пешка · a2 белая пешка · c2 белая пешка · e2 белый ферзь · a1 белая ладья · c1 белый слон · e1 белый король · h1 белая ладья | a8 чёрная ладья · b8 чёрный конь · c8 чёрный слон · e8 чёрный король · h8 чёрная ладья · a7 чёрная пешка · b7 чёрная пешка · c7 чёрный ферзь · e7 чёрный слон · g7 чёрная пешка · h7 чёрная пешка · c6 чёрная пешка · d6 чёрная пешка · f6 чёрный конь · e5 чёрная пешка · b4 белая пешка · c4 белый слон · e4 белая пешка · c3 белый конь · d3 белая пешка · f3 белый конь · g3 белая пешка · h3 белая пешка · a2 белая пешка · c2 белая пешка · e2 белый ферзь · a1 белая ладья · c1 белый слон · e1 белый король · h1 белая ладья | a8 чёрная ладья · b8 чёрный конь · c8 чёрный слон · e8 чёрный король · h8 чёрная ладья · a7 чёрная пешка · b7 чёрная пешка · c7 чёрный ферзь · e7 чёрный слон · g7 чёрная пешка · h7 чёрная пешка · c6 чёрная пешка · d6 чёрная пешка · f6 чёрный конь · e5 чёрная пешка · b4 белая пешка · c4 белый слон · e4 белая пешка · c3 белый конь · d3 белая пешка · f3 белый конь · g3 белая пешка · h3 белая пешка · a2 белая пешка · c2 белая пешка · e2 белый ферзь · a1 белая ладья · c1 белый слон · e1 белый король · h1 белая ладья | a8 чёрная ладья · b8 чёрный конь · c8 чёрный слон · e8 чёрный король · h8 чёрная ладья · a7 чёрная пешка · b7 чёрная пешка · c7 чёрный ферзь · e7 чёрный слон · g7 чёрная пешка · h7 чёрная пешка · c6 чёрная пешка · d6 чёрная пешка · f6 чёрный конь · e5 чёрная пешка · b4 белая пешка · c4 белый слон · e4 белая пешка · c3 белый конь · d3 белая пешка · f3 белый конь · g3 белая пешка · h3 белая пешка · a2 белая пешка · c2 белая пешка · e2 белый ферзь · a1 белая ладья · c1 белый слон · e1 белый король · h1 белая ладья | a8 чёрная ладья · b8 чёрный конь · c8 чёрный слон · e8 чёрный король · h8 чёрная ладья · a7 чёрная пешка · b7 чёрная пешка · c7 чёрный ферзь · e7 чёрный слон · g7 чёрная пешка · h7 чёрная пешка · c6 чёрная пешка · d6 чёрная пешка · f6 чёрный конь · e5 чёрная пешка · b4 белая пешка · c4 белый слон · e4 белая пешка · c3 белый конь · d3 белая пешка · f3 белый конь · g3 белая пешка · h3 белая пешка · a2 белая пешка · c2 белая пешка · e2 белый ферзь · a1 белая ладья · c1 белый слон · e1 белый король · h1 белая ладья | a8 чёрная ладья · b8 чёрный конь · c8 чёрный слон · e8 чёрный король · h8 чёрная ладья · a7 чёрная пешка · b7 чёрная пешка · c7 чёрный ферзь · e7 чёрный слон · g7 чёрная пешка · h7 чёрная пешка · c6 чёрная пешка · d6 чёрная пешка · f6 чёрный конь · e5 чёрная пешка · b4 белая пешка · c4 белый слон · e4 белая пешка · c3 белый конь · d3 белая пешка · f3 белый конь · g3 белая пешка · h3 белая пешка · a2 белая пешка · c2 белая пешка · e2 белый ферзь · a1 белая ладья · c1 белый слон · e1 белый король · h1 белая ладья | 8 |
| 7 | a8 чёрная ладья · b8 чёрный конь · c8 чёрный слон · e8 чёрный король · h8 чёрная ладья · a7 чёрная пешка · b7 чёрная пешка · c7 чёрный ферзь · e7 чёрный слон · g7 чёрная пешка · h7 чёрная пешка · c6 чёрная пешка · d6 чёрная пешка · f6 чёрный конь · e5 чёрная пешка · b4 белая пешка · c4 белый слон · e4 белая пешка · c3 белый конь · d3 белая пешка · f3 белый конь · g3 белая пешка · h3 белая пешка · a2 белая пешка · c2 белая пешка · e2 белый ферзь · a1 белая ладья · c1 белый слон · e1 белый король · h1 белая ладья | a8 чёрная ладья · b8 чёрный конь · c8 чёрный слон · e8 чёрный король · h8 чёрная ладья · a7 чёрная пешка · b7 чёрная пешка · c7 чёрный ферзь · e7 чёрный слон · g7 чёрная пешка · h7 чёрная пешка · c6 чёрная пешка · d6 чёрная пешка · f6 чёрный конь · e5 чёрная пешка · b4 белая пешка · c4 белый слон · e4 белая пешка · c3 белый конь · d3 белая пешка · f3 белый конь · g3 белая пешка · h3 белая пешка · a2 белая пешка · c2 белая пешка · e2 белый ферзь · a1 белая ладья · c1 белый слон · e1 белый король · h1 белая ладья | a8 чёрная ладья · b8 чёрный конь · c8 чёрный слон · e8 чёрный король · h8 чёрная ладья · a7 чёрная пешка · b7 чёрная пешка · c7 чёрный ферзь · e7 чёрный слон · g7 чёрная пешка · h7 чёрная пешка · c6 чёрная пешка · d6 чёрная пешка · f6 чёрный конь · e5 чёрная пешка · b4 белая пешка · c4 белый слон · e4 белая пешка · c3 белый конь · d3 белая пешка · f3 белый конь · g3 белая пешка · h3 белая пешка · a2 белая пешка · c2 белая пешка · e2 белый ферзь · a1 белая ладья · c1 белый слон · e1 белый король · h1 белая ладья | a8 чёрная ладья · b8 чёрный конь · c8 чёрный слон · e8 чёрный король · h8 чёрная ладья · a7 чёрная пешка · b7 чёрная пешка · c7 чёрный ферзь · e7 чёрный слон · g7 чёрная пешка · h7 чёрная пешка · c6 чёрная пешка · d6 чёрная пешка · f6 чёрный конь · e5 чёрная пешка · b4 белая пешка · c4 белый слон · e4 белая пешка · c3 белый конь · d3 белая пешка · f3 белый конь · g3 белая пешка · h3 белая пешка · a2 белая пешка · c2 белая пешка · e2 белый ферзь · a1 белая ладья · c1 белый слон · e1 белый король · h1 белая ладья | a8 чёрная ладья · b8 чёрный конь · c8 чёрный слон · e8 чёрный король · h8 чёрная ладья · a7 чёрная пешка · b7 чёрная пешка · c7 чёрный ферзь · e7 чёрный слон · g7 чёрная пешка · h7 чёрная пешка · c6 чёрная пешка · d6 чёрная пешка · f6 чёрный конь · e5 чёрная пешка · b4 белая пешка · c4 белый слон · e4 белая пешка · c3 белый конь · d3 белая пешка · f3 белый конь · g3 белая пешка · h3 белая пешка · a2 белая пешка · c2 белая пешка · e2 белый ферзь · a1 белая ладья · c1 белый слон · e1 белый король · h1 белая ладья | a8 чёрная ладья · b8 чёрный конь · c8 чёрный слон · e8 чёрный король · h8 чёрная ладья · a7 чёрная пешка · b7 чёрная пешка · c7 чёрный ферзь · e7 чёрный слон · g7 чёрная пешка · h7 чёрная пешка · c6 чёрная пешка · d6 чёрная пешка · f6 чёрный конь · e5 чёрная пешка · b4 белая пешка · c4 белый слон · e4 белая пешка · c3 белый конь · d3 белая пешка · f3 белый конь · g3 белая пешка · h3 белая пешка · a2 белая пешка · c2 белая пешка · e2 белый ферзь · a1 белая ладья · c1 белый слон · e1 белый король · h1 белая ладья | a8 чёрная ладья · b8 чёрный конь · c8 чёрный слон · e8 чёрный король · h8 чёрная ладья · a7 чёрная пешка · b7 чёрная пешка · c7 чёрный ферзь · e7 чёрный слон · g7 чёрная пешка · h7 чёрная пешка · c6 чёрная пешка · d6 чёрная пешка · f6 чёрный конь · e5 чёрная пешка · b4 белая пешка · c4 белый слон · e4 белая пешка · c3 белый конь · d3 белая пешка · f3 белый конь · g3 белая пешка · h3 белая пешка · a2 белая пешка · c2 белая пешка · e2 белый ферзь · a1 белая ладья · c1 белый слон · e1 белый король · h1 белая ладья | a8 чёрная ладья · b8 чёрный конь · c8 чёрный слон · e8 чёрный король · h8 чёрная ладья · a7 чёрная пешка · b7 чёрная пешка · c7 чёрный ферзь · e7 чёрный слон · g7 чёрная пешка · h7 чёрная пешка · c6 чёрная пешка · d6 чёрная пешка · f6 чёрный конь · e5 чёрная пешка · b4 белая пешка · c4 белый слон · e4 белая пешка · c3 белый конь · d3 белая пешка · f3 белый конь · g3 белая пешка · h3 белая пешка · a2 белая пешка · c2 белая пешка · e2 белый ферзь · a1 белая ладья · c1 белый слон · e1 белый король · h1 белая ладья | 7 |
| 6 | a8 чёрная ладья · b8 чёрный конь · c8 чёрный слон · e8 чёрный король · h8 чёрная ладья · a7 чёрная пешка · b7 чёрная пешка · c7 чёрный ферзь · e7 чёрный слон · g7 чёрная пешка · h7 чёрная пешка · c6 чёрная пешка · d6 чёрная пешка · f6 чёрный конь · e5 чёрная пешка · b4 белая пешка · c4 белый слон · e4 белая пешка · c3 белый конь · d3 белая пешка · f3 белый конь · g3 белая пешка · h3 белая пешка · a2 белая пешка · c2 белая пешка · e2 белый ферзь · a1 белая ладья · c1 белый слон · e1 белый король · h1 белая ладья | a8 чёрная ладья · b8 чёрный конь · c8 чёрный слон · e8 чёрный король · h8 чёрная ладья · a7 чёрная пешка · b7 чёрная пешка · c7 чёрный ферзь · e7 чёрный слон · g7 чёрная пешка · h7 чёрная пешка · c6 чёрная пешка · d6 чёрная пешка · f6 чёрный конь · e5 чёрная пешка · b4 белая пешка · c4 белый слон · e4 белая пешка · c3 белый конь · d3 белая пешка · f3 белый конь · g3 белая пешка · h3 белая пешка · a2 белая пешка · c2 белая пешка · e2 белый ферзь · a1 белая ладья · c1 белый слон · e1 белый король · h1 белая ладья | a8 чёрная ладья · b8 чёрный конь · c8 чёрный слон · e8 чёрный король · h8 чёрная ладья · a7 чёрная пешка · b7 чёрная пешка · c7 чёрный ферзь · e7 чёрный слон · g7 чёрная пешка · h7 чёрная пешка · c6 чёрная пешка · d6 чёрная пешка · f6 чёрный конь · e5 чёрная пешка · b4 белая пешка · c4 белый слон · e4 белая пешка · c3 белый конь · d3 белая пешка · f3 белый конь · g3 белая пешка · h3 белая пешка · a2 белая пешка · c2 белая пешка · e2 белый ферзь · a1 белая ладья · c1 белый слон · e1 белый король · h1 белая ладья | a8 чёрная ладья · b8 чёрный конь · c8 чёрный слон · e8 чёрный король · h8 чёрная ладья · a7 чёрная пешка · b7 чёрная пешка · c7 чёрный ферзь · e7 чёрный слон · g7 чёрная пешка · h7 чёрная пешка · c6 чёрная пешка · d6 чёрная пешка · f6 чёрный конь · e5 чёрная пешка · b4 белая пешка · c4 белый слон · e4 белая пешка · c3 белый конь · d3 белая пешка · f3 белый конь · g3 белая пешка · h3 белая пешка · a2 белая пешка · c2 белая пешка · e2 белый ферзь · a1 белая ладья · c1 белый слон · e1 белый король · h1 белая ладья | a8 чёрная ладья · b8 чёрный конь · c8 чёрный слон · e8 чёрный король · h8 чёрная ладья · a7 чёрная пешка · b7 чёрная пешка · c7 чёрный ферзь · e7 чёрный слон · g7 чёрная пешка · h7 чёрная пешка · c6 чёрная пешка · d6 чёрная пешка · f6 чёрный конь · e5 чёрная пешка · b4 белая пешка · c4 белый слон · e4 белая пешка · c3 белый конь · d3 белая пешка · f3 белый конь · g3 белая пешка · h3 белая пешка · a2 белая пешка · c2 белая пешка · e2 белый ферзь · a1 белая ладья · c1 белый слон · e1 белый король · h1 белая ладья | a8 чёрная ладья · b8 чёрный конь · c8 чёрный слон · e8 чёрный король · h8 чёрная ладья · a7 чёрная пешка · b7 чёрная пешка · c7 чёрный ферзь · e7 чёрный слон · g7 чёрная пешка · h7 чёрная пешка · c6 чёрная пешка · d6 чёрная пешка · f6 чёрный конь · e5 чёрная пешка · b4 белая пешка · c4 белый слон · e4 белая пешка · c3 белый конь · d3 белая пешка · f3 белый конь · g3 белая пешка · h3 белая пешка · a2 белая пешка · c2 белая пешка · e2 белый ферзь · a1 белая ладья · c1 белый слон · e1 белый король · h1 белая ладья | a8 чёрная ладья · b8 чёрный конь · c8 чёрный слон · e8 чёрный король · h8 чёрная ладья · a7 чёрная пешка · b7 чёрная пешка · c7 чёрный ферзь · e7 чёрный слон · g7 чёрная пешка · h7 чёрная пешка · c6 чёрная пешка · d6 чёрная пешка · f6 чёрный конь · e5 чёрная пешка · b4 белая пешка · c4 белый слон · e4 белая пешка · c3 белый конь · d3 белая пешка · f3 белый конь · g3 белая пешка · h3 белая пешка · a2 белая пешка · c2 белая пешка · e2 белый ферзь · a1 белая ладья · c1 белый слон · e1 белый король · h1 белая ладья | a8 чёрная ладья · b8 чёрный конь · c8 чёрный слон · e8 чёрный король · h8 чёрная ладья · a7 чёрная пешка · b7 чёрная пешка · c7 чёрный ферзь · e7 чёрный слон · g7 чёрная пешка · h7 чёрная пешка · c6 чёрная пешка · d6 чёрная пешка · f6 чёрный конь · e5 чёрная пешка · b4 белая пешка · c4 белый слон · e4 белая пешка · c3 белый конь · d3 белая пешка · f3 белый конь · g3 белая пешка · h3 белая пешка · a2 белая пешка · c2 белая пешка · e2 белый ферзь · a1 белая ладья · c1 белый слон · e1 белый король · h1 белая ладья | 6 |
| 5 | a8 чёрная ладья · b8 чёрный конь · c8 чёрный слон · e8 чёрный король · h8 чёрная ладья · a7 чёрная пешка · b7 чёрная пешка · c7 чёрный ферзь · e7 чёрный слон · g7 чёрная пешка · h7 чёрная пешка · c6 чёрная пешка · d6 чёрная пешка · f6 чёрный конь · e5 чёрная пешка · b4 белая пешка · c4 белый слон · e4 белая пешка · c3 белый конь · d3 белая пешка · f3 белый конь · g3 белая пешка · h3 белая пешка · a2 белая пешка · c2 белая пешка · e2 белый ферзь · a1 белая ладья · c1 белый слон · e1 белый король · h1 белая ладья | a8 чёрная ладья · b8 чёрный конь · c8 чёрный слон · e8 чёрный король · h8 чёрная ладья · a7 чёрная пешка · b7 чёрная пешка · c7 чёрный ферзь · e7 чёрный слон · g7 чёрная пешка · h7 чёрная пешка · c6 чёрная пешка · d6 чёрная пешка · f6 чёрный конь · e5 чёрная пешка · b4 белая пешка · c4 белый слон · e4 белая пешка · c3 белый конь · d3 белая пешка · f3 белый конь · g3 белая пешка · h3 белая пешка · a2 белая пешка · c2 белая пешка · e2 белый ферзь · a1 белая ладья · c1 белый слон · e1 белый король · h1 белая ладья | a8 чёрная ладья · b8 чёрный конь · c8 чёрный слон · e8 чёрный король · h8 чёрная ладья · a7 чёрная пешка · b7 чёрная пешка · c7 чёрный ферзь · e7 чёрный слон · g7 чёрная пешка · h7 чёрная пешка · c6 чёрная пешка · d6 чёрная пешка · f6 чёрный конь · e5 чёрная пешка · b4 белая пешка · c4 белый слон · e4 белая пешка · c3 белый конь · d3 белая пешка · f3 белый конь · g3 белая пешка · h3 белая пешка · a2 белая пешка · c2 белая пешка · e2 белый ферзь · a1 белая ладья · c1 белый слон · e1 белый король · h1 белая ладья | a8 чёрная ладья · b8 чёрный конь · c8 чёрный слон · e8 чёрный король · h8 чёрная ладья · a7 чёрная пешка · b7 чёрная пешка · c7 чёрный ферзь · e7 чёрный слон · g7 чёрная пешка · h7 чёрная пешка · c6 чёрная пешка · d6 чёрная пешка · f6 чёрный конь · e5 чёрная пешка · b4 белая пешка · c4 белый слон · e4 белая пешка · c3 белый конь · d3 белая пешка · f3 белый конь · g3 белая пешка · h3 белая пешка · a2 белая пешка · c2 белая пешка · e2 белый ферзь · a1 белая ладья · c1 белый слон · e1 белый король · h1 белая ладья | a8 чёрная ладья · b8 чёрный конь · c8 чёрный слон · e8 чёрный король · h8 чёрная ладья · a7 чёрная пешка · b7 чёрная пешка · c7 чёрный ферзь · e7 чёрный слон · g7 чёрная пешка · h7 чёрная пешка · c6 чёрная пешка · d6 чёрная пешка · f6 чёрный конь · e5 чёрная пешка · b4 белая пешка · c4 белый слон · e4 белая пешка · c3 белый конь · d3 белая пешка · f3 белый конь · g3 белая пешка · h3 белая пешка · a2 белая пешка · c2 белая пешка · e2 белый ферзь · a1 белая ладья · c1 белый слон · e1 белый король · h1 белая ладья | a8 чёрная ладья · b8 чёрный конь · c8 чёрный слон · e8 чёрный король · h8 чёрная ладья · a7 чёрная пешка · b7 чёрная пешка · c7 чёрный ферзь · e7 чёрный слон · g7 чёрная пешка · h7 чёрная пешка · c6 чёрная пешка · d6 чёрная пешка · f6 чёрный конь · e5 чёрная пешка · b4 белая пешка · c4 белый слон · e4 белая пешка · c3 белый конь · d3 белая пешка · f3 белый конь · g3 белая пешка · h3 белая пешка · a2 белая пешка · c2 белая пешка · e2 белый ферзь · a1 белая ладья · c1 белый слон · e1 белый король · h1 белая ладья | a8 чёрная ладья · b8 чёрный конь · c8 чёрный слон · e8 чёрный король · h8 чёрная ладья · a7 чёрная пешка · b7 чёрная пешка · c7 чёрный ферзь · e7 чёрный слон · g7 чёрная пешка · h7 чёрная пешка · c6 чёрная пешка · d6 чёрная пешка · f6 чёрный конь · e5 чёрная пешка · b4 белая пешка · c4 белый слон · e4 белая пешка · c3 белый конь · d3 белая пешка · f3 белый конь · g3 белая пешка · h3 белая пешка · a2 белая пешка · c2 белая пешка · e2 белый ферзь · a1 белая ладья · c1 белый слон · e1 белый король · h1 белая ладья | a8 чёрная ладья · b8 чёрный конь · c8 чёрный слон · e8 чёрный король · h8 чёрная ладья · a7 чёрная пешка · b7 чёрная пешка · c7 чёрный ферзь · e7 чёрный слон · g7 чёрная пешка · h7 чёрная пешка · c6 чёрная пешка · d6 чёрная пешка · f6 чёрный конь · e5 чёрная пешка · b4 белая пешка · c4 белый слон · e4 белая пешка · c3 белый конь · d3 белая пешка · f3 белый конь · g3 белая пешка · h3 белая пешка · a2 белая пешка · c2 белая пешка · e2 белый ферзь · a1 белая ладья · c1 белый слон · e1 белый король · h1 белая ладья | 5 |
| 4 | a8 чёрная ладья · b8 чёрный конь · c8 чёрный слон · e8 чёрный король · h8 чёрная ладья · a7 чёрная пешка · b7 чёрная пешка · c7 чёрный ферзь · e7 чёрный слон · g7 чёрная пешка · h7 чёрная пешка · c6 чёрная пешка · d6 чёрная пешка · f6 чёрный конь · e5 чёрная пешка · b4 белая пешка · c4 белый слон · e4 белая пешка · c3 белый конь · d3 белая пешка · f3 белый конь · g3 белая пешка · h3 белая пешка · a2 белая пешка · c2 белая пешка · e2 белый ферзь · a1 белая ладья · c1 белый слон · e1 белый король · h1 белая ладья | a8 чёрная ладья · b8 чёрный конь · c8 чёрный слон · e8 чёрный король · h8 чёрная ладья · a7 чёрная пешка · b7 чёрная пешка · c7 чёрный ферзь · e7 чёрный слон · g7 чёрная пешка · h7 чёрная пешка · c6 чёрная пешка · d6 чёрная пешка · f6 чёрный конь · e5 чёрная пешка · b4 белая пешка · c4 белый слон · e4 белая пешка · c3 белый конь · d3 белая пешка · f3 белый конь · g3 белая пешка · h3 белая пешка · a2 белая пешка · c2 белая пешка · e2 белый ферзь · a1 белая ладья · c1 белый слон · e1 белый король · h1 белая ладья | a8 чёрная ладья · b8 чёрный конь · c8 чёрный слон · e8 чёрный король · h8 чёрная ладья · a7 чёрная пешка · b7 чёрная пешка · c7 чёрный ферзь · e7 чёрный слон · g7 чёрная пешка · h7 чёрная пешка · c6 чёрная пешка · d6 чёрная пешка · f6 чёрный конь · e5 чёрная пешка · b4 белая пешка · c4 белый слон · e4 белая пешка · c3 белый конь · d3 белая пешка · f3 белый конь · g3 белая пешка · h3 белая пешка · a2 белая пешка · c2 белая пешка · e2 белый ферзь · a1 белая ладья · c1 белый слон · e1 белый король · h1 белая ладья | a8 чёрная ладья · b8 чёрный конь · c8 чёрный слон · e8 чёрный король · h8 чёрная ладья · a7 чёрная пешка · b7 чёрная пешка · c7 чёрный ферзь · e7 чёрный слон · g7 чёрная пешка · h7 чёрная пешка · c6 чёрная пешка · d6 чёрная пешка · f6 чёрный конь · e5 чёрная пешка · b4 белая пешка · c4 белый слон · e4 белая пешка · c3 белый конь · d3 белая пешка · f3 белый конь · g3 белая пешка · h3 белая пешка · a2 белая пешка · c2 белая пешка · e2 белый ферзь · a1 белая ладья · c1 белый слон · e1 белый король · h1 белая ладья | a8 чёрная ладья · b8 чёрный конь · c8 чёрный слон · e8 чёрный король · h8 чёрная ладья · a7 чёрная пешка · b7 чёрная пешка · c7 чёрный ферзь · e7 чёрный слон · g7 чёрная пешка · h7 чёрная пешка · c6 чёрная пешка · d6 чёрная пешка · f6 чёрный конь · e5 чёрная пешка · b4 белая пешка · c4 белый слон · e4 белая пешка · c3 белый конь · d3 белая пешка · f3 белый конь · g3 белая пешка · h3 белая пешка · a2 белая пешка · c2 белая пешка · e2 белый ферзь · a1 белая ладья · c1 белый слон · e1 белый король · h1 белая ладья | a8 чёрная ладья · b8 чёрный конь · c8 чёрный слон · e8 чёрный король · h8 чёрная ладья · a7 чёрная пешка · b7 чёрная пешка · c7 чёрный ферзь · e7 чёрный слон · g7 чёрная пешка · h7 чёрная пешка · c6 чёрная пешка · d6 чёрная пешка · f6 чёрный конь · e5 чёрная пешка · b4 белая пешка · c4 белый слон · e4 белая пешка · c3 белый конь · d3 белая пешка · f3 белый конь · g3 белая пешка · h3 белая пешка · a2 белая пешка · c2 белая пешка · e2 белый ферзь · a1 белая ладья · c1 белый слон · e1 белый король · h1 белая ладья | a8 чёрная ладья · b8 чёрный конь · c8 чёрный слон · e8 чёрный король · h8 чёрная ладья · a7 чёрная пешка · b7 чёрная пешка · c7 чёрный ферзь · e7 чёрный слон · g7 чёрная пешка · h7 чёрная пешка · c6 чёрная пешка · d6 чёрная пешка · f6 чёрный конь · e5 чёрная пешка · b4 белая пешка · c4 белый слон · e4 белая пешка · c3 белый конь · d3 белая пешка · f3 белый конь · g3 белая пешка · h3 белая пешка · a2 белая пешка · c2 белая пешка · e2 белый ферзь · a1 белая ладья · c1 белый слон · e1 белый король · h1 белая ладья | a8 чёрная ладья · b8 чёрный конь · c8 чёрный слон · e8 чёрный король · h8 чёрная ладья · a7 чёрная пешка · b7 чёрная пешка · c7 чёрный ферзь · e7 чёрный слон · g7 чёрная пешка · h7 чёрная пешка · c6 чёрная пешка · d6 чёрная пешка · f6 чёрный конь · e5 чёрная пешка · b4 белая пешка · c4 белый слон · e4 белая пешка · c3 белый конь · d3 белая пешка · f3 белый конь · g3 белая пешка · h3 белая пешка · a2 белая пешка · c2 белая пешка · e2 белый ферзь · a1 белая ладья · c1 белый слон · e1 белый король · h1 белая ладья | 4 |
| 3 | a8 чёрная ладья · b8 чёрный конь · c8 чёрный слон · e8 чёрный король · h8 чёрная ладья · a7 чёрная пешка · b7 чёрная пешка · c7 чёрный ферзь · e7 чёрный слон · g7 чёрная пешка · h7 чёрная пешка · c6 чёрная пешка · d6 чёрная пешка · f6 чёрный конь · e5 чёрная пешка · b4 белая пешка · c4 белый слон · e4 белая пешка · c3 белый конь · d3 белая пешка · f3 белый конь · g3 белая пешка · h3 белая пешка · a2 белая пешка · c2 белая пешка · e2 белый ферзь · a1 белая ладья · c1 белый слон · e1 белый король · h1 белая ладья | a8 чёрная ладья · b8 чёрный конь · c8 чёрный слон · e8 чёрный король · h8 чёрная ладья · a7 чёрная пешка · b7 чёрная пешка · c7 чёрный ферзь · e7 чёрный слон · g7 чёрная пешка · h7 чёрная пешка · c6 чёрная пешка · d6 чёрная пешка · f6 чёрный конь · e5 чёрная пешка · b4 белая пешка · c4 белый слон · e4 белая пешка · c3 белый конь · d3 белая пешка · f3 белый конь · g3 белая пешка · h3 белая пешка · a2 белая пешка · c2 белая пешка · e2 белый ферзь · a1 белая ладья · c1 белый слон · e1 белый король · h1 белая ладья | a8 чёрная ладья · b8 чёрный конь · c8 чёрный слон · e8 чёрный король · h8 чёрная ладья · a7 чёрная пешка · b7 чёрная пешка · c7 чёрный ферзь · e7 чёрный слон · g7 чёрная пешка · h7 чёрная пешка · c6 чёрная пешка · d6 чёрная пешка · f6 чёрный конь · e5 чёрная пешка · b4 белая пешка · c4 белый слон · e4 белая пешка · c3 белый конь · d3 белая пешка · f3 белый конь · g3 белая пешка · h3 белая пешка · a2 белая пешка · c2 белая пешка · e2 белый ферзь · a1 белая ладья · c1 белый слон · e1 белый король · h1 белая ладья | a8 чёрная ладья · b8 чёрный конь · c8 чёрный слон · e8 чёрный король · h8 чёрная ладья · a7 чёрная пешка · b7 чёрная пешка · c7 чёрный ферзь · e7 чёрный слон · g7 чёрная пешка · h7 чёрная пешка · c6 чёрная пешка · d6 чёрная пешка · f6 чёрный конь · e5 чёрная пешка · b4 белая пешка · c4 белый слон · e4 белая пешка · c3 белый конь · d3 белая пешка · f3 белый конь · g3 белая пешка · h3 белая пешка · a2 белая пешка · c2 белая пешка · e2 белый ферзь · a1 белая ладья · c1 белый слон · e1 белый король · h1 белая ладья | a8 чёрная ладья · b8 чёрный конь · c8 чёрный слон · e8 чёрный король · h8 чёрная ладья · a7 чёрная пешка · b7 чёрная пешка · c7 чёрный ферзь · e7 чёрный слон · g7 чёрная пешка · h7 чёрная пешка · c6 чёрная пешка · d6 чёрная пешка · f6 чёрный конь · e5 чёрная пешка · b4 белая пешка · c4 белый слон · e4 белая пешка · c3 белый конь · d3 белая пешка · f3 белый конь · g3 белая пешка · h3 белая пешка · a2 белая пешка · c2 белая пешка · e2 белый ферзь · a1 белая ладья · c1 белый слон · e1 белый король · h1 белая ладья | a8 чёрная ладья · b8 чёрный конь · c8 чёрный слон · e8 чёрный король · h8 чёрная ладья · a7 чёрная пешка · b7 чёрная пешка · c7 чёрный ферзь · e7 чёрный слон · g7 чёрная пешка · h7 чёрная пешка · c6 чёрная пешка · d6 чёрная пешка · f6 чёрный конь · e5 чёрная пешка · b4 белая пешка · c4 белый слон · e4 белая пешка · c3 белый конь · d3 белая пешка · f3 белый конь · g3 белая пешка · h3 белая пешка · a2 белая пешка · c2 белая пешка · e2 белый ферзь · a1 белая ладья · c1 белый слон · e1 белый король · h1 белая ладья | a8 чёрная ладья · b8 чёрный конь · c8 чёрный слон · e8 чёрный король · h8 чёрная ладья · a7 чёрная пешка · b7 чёрная пешка · c7 чёрный ферзь · e7 чёрный слон · g7 чёрная пешка · h7 чёрная пешка · c6 чёрная пешка · d6 чёрная пешка · f6 чёрный конь · e5 чёрная пешка · b4 белая пешка · c4 белый слон · e4 белая пешка · c3 белый конь · d3 белая пешка · f3 белый конь · g3 белая пешка · h3 белая пешка · a2 белая пешка · c2 белая пешка · e2 белый ферзь · a1 белая ладья · c1 белый слон · e1 белый король · h1 белая ладья | a8 чёрная ладья · b8 чёрный конь · c8 чёрный слон · e8 чёрный король · h8 чёрная ладья · a7 чёрная пешка · b7 чёрная пешка · c7 чёрный ферзь · e7 чёрный слон · g7 чёрная пешка · h7 чёрная пешка · c6 чёрная пешка · d6 чёрная пешка · f6 чёрный конь · e5 чёрная пешка · b4 белая пешка · c4 белый слон · e4 белая пешка · c3 белый конь · d3 белая пешка · f3 белый конь · g3 белая пешка · h3 белая пешка · a2 белая пешка · c2 белая пешка · e2 белый ферзь · a1 белая ладья · c1 белый слон · e1 белый король · h1 белая ладья | 3 |
| 2 | a8 чёрная ладья · b8 чёрный конь · c8 чёрный слон · e8 чёрный король · h8 чёрная ладья · a7 чёрная пешка · b7 чёрная пешка · c7 чёрный ферзь · e7 чёрный слон · g7 чёрная пешка · h7 чёрная пешка · c6 чёрная пешка · d6 чёрная пешка · f6 чёрный конь · e5 чёрная пешка · b4 белая пешка · c4 белый слон · e4 белая пешка · c3 белый конь · d3 белая пешка · f3 белый конь · g3 белая пешка · h3 белая пешка · a2 белая пешка · c2 белая пешка · e2 белый ферзь · a1 белая ладья · c1 белый слон · e1 белый король · h1 белая ладья | a8 чёрная ладья · b8 чёрный конь · c8 чёрный слон · e8 чёрный король · h8 чёрная ладья · a7 чёрная пешка · b7 чёрная пешка · c7 чёрный ферзь · e7 чёрный слон · g7 чёрная пешка · h7 чёрная пешка · c6 чёрная пешка · d6 чёрная пешка · f6 чёрный конь · e5 чёрная пешка · b4 белая пешка · c4 белый слон · e4 белая пешка · c3 белый конь · d3 белая пешка · f3 белый конь · g3 белая пешка · h3 белая пешка · a2 белая пешка · c2 белая пешка · e2 белый ферзь · a1 белая ладья · c1 белый слон · e1 белый король · h1 белая ладья | a8 чёрная ладья · b8 чёрный конь · c8 чёрный слон · e8 чёрный король · h8 чёрная ладья · a7 чёрная пешка · b7 чёрная пешка · c7 чёрный ферзь · e7 чёрный слон · g7 чёрная пешка · h7 чёрная пешка · c6 чёрная пешка · d6 чёрная пешка · f6 чёрный конь · e5 чёрная пешка · b4 белая пешка · c4 белый слон · e4 белая пешка · c3 белый конь · d3 белая пешка · f3 белый конь · g3 белая пешка · h3 белая пешка · a2 белая пешка · c2 белая пешка · e2 белый ферзь · a1 белая ладья · c1 белый слон · e1 белый король · h1 белая ладья | a8 чёрная ладья · b8 чёрный конь · c8 чёрный слон · e8 чёрный король · h8 чёрная ладья · a7 чёрная пешка · b7 чёрная пешка · c7 чёрный ферзь · e7 чёрный слон · g7 чёрная пешка · h7 чёрная пешка · c6 чёрная пешка · d6 чёрная пешка · f6 чёрный конь · e5 чёрная пешка · b4 белая пешка · c4 белый слон · e4 белая пешка · c3 белый конь · d3 белая пешка · f3 белый конь · g3 белая пешка · h3 белая пешка · a2 белая пешка · c2 белая пешка · e2 белый ферзь · a1 белая ладья · c1 белый слон · e1 белый король · h1 белая ладья | a8 чёрная ладья · b8 чёрный конь · c8 чёрный слон · e8 чёрный король · h8 чёрная ладья · a7 чёрная пешка · b7 чёрная пешка · c7 чёрный ферзь · e7 чёрный слон · g7 чёрная пешка · h7 чёрная пешка · c6 чёрная пешка · d6 чёрная пешка · f6 чёрный конь · e5 чёрная пешка · b4 белая пешка · c4 белый слон · e4 белая пешка · c3 белый конь · d3 белая пешка · f3 белый конь · g3 белая пешка · h3 белая пешка · a2 белая пешка · c2 белая пешка · e2 белый ферзь · a1 белая ладья · c1 белый слон · e1 белый король · h1 белая ладья | a8 чёрная ладья · b8 чёрный конь · c8 чёрный слон · e8 чёрный король · h8 чёрная ладья · a7 чёрная пешка · b7 чёрная пешка · c7 чёрный ферзь · e7 чёрный слон · g7 чёрная пешка · h7 чёрная пешка · c6 чёрная пешка · d6 чёрная пешка · f6 чёрный конь · e5 чёрная пешка · b4 белая пешка · c4 белый слон · e4 белая пешка · c3 белый конь · d3 белая пешка · f3 белый конь · g3 белая пешка · h3 белая пешка · a2 белая пешка · c2 белая пешка · e2 белый ферзь · a1 белая ладья · c1 белый слон · e1 белый король · h1 белая ладья | a8 чёрная ладья · b8 чёрный конь · c8 чёрный слон · e8 чёрный король · h8 чёрная ладья · a7 чёрная пешка · b7 чёрная пешка · c7 чёрный ферзь · e7 чёрный слон · g7 чёрная пешка · h7 чёрная пешка · c6 чёрная пешка · d6 чёрная пешка · f6 чёрный конь · e5 чёрная пешка · b4 белая пешка · c4 белый слон · e4 белая пешка · c3 белый конь · d3 белая пешка · f3 белый конь · g3 белая пешка · h3 белая пешка · a2 белая пешка · c2 белая пешка · e2 белый ферзь · a1 белая ладья · c1 белый слон · e1 белый король · h1 белая ладья | a8 чёрная ладья · b8 чёрный конь · c8 чёрный слон · e8 чёрный король · h8 чёрная ладья · a7 чёрная пешка · b7 чёрная пешка · c7 чёрный ферзь · e7 чёрный слон · g7 чёрная пешка · h7 чёрная пешка · c6 чёрная пешка · d6 чёрная пешка · f6 чёрный конь · e5 чёрная пешка · b4 белая пешка · c4 белый слон · e4 белая пешка · c3 белый конь · d3 белая пешка · f3 белый конь · g3 белая пешка · h3 белая пешка · a2 белая пешка · c2 белая пешка · e2 белый ферзь · a1 белая ладья · c1 белый слон · e1 белый король · h1 белая ладья | 2 |
| 1 | a8 чёрная ладья · b8 чёрный конь · c8 чёрный слон · e8 чёрный король · h8 чёрная ладья · a7 чёрная пешка · b7 чёрная пешка · c7 чёрный ферзь · e7 чёрный слон · g7 чёрная пешка · h7 чёрная пешка · c6 чёрная пешка · d6 чёрная пешка · f6 чёрный конь · e5 чёрная пешка · b4 белая пешка · c4 белый слон · e4 белая пешка · c3 белый конь · d3 белая пешка · f3 белый конь · g3 белая пешка · h3 белая пешка · a2 белая пешка · c2 белая пешка · e2 белый ферзь · a1 белая ладья · c1 белый слон · e1 белый король · h1 белая ладья | a8 чёрная ладья · b8 чёрный конь · c8 чёрный слон · e8 чёрный король · h8 чёрная ладья · a7 чёрная пешка · b7 чёрная пешка · c7 чёрный ферзь · e7 чёрный слон · g7 чёрная пешка · h7 чёрная пешка · c6 чёрная пешка · d6 чёрная пешка · f6 чёрный конь · e5 чёрная пешка · b4 белая пешка · c4 белый слон · e4 белая пешка · c3 белый конь · d3 белая пешка · f3 белый конь · g3 белая пешка · h3 белая пешка · a2 белая пешка · c2 белая пешка · e2 белый ферзь · a1 белая ладья · c1 белый слон · e1 белый король · h1 белая ладья | a8 чёрная ладья · b8 чёрный конь · c8 чёрный слон · e8 чёрный король · h8 чёрная ладья · a7 чёрная пешка · b7 чёрная пешка · c7 чёрный ферзь · e7 чёрный слон · g7 чёрная пешка · h7 чёрная пешка · c6 чёрная пешка · d6 чёрная пешка · f6 чёрный конь · e5 чёрная пешка · b4 белая пешка · c4 белый слон · e4 белая пешка · c3 белый конь · d3 белая пешка · f3 белый конь · g3 белая пешка · h3 белая пешка · a2 белая пешка · c2 белая пешка · e2 белый ферзь · a1 белая ладья · c1 белый слон · e1 белый король · h1 белая ладья | a8 чёрная ладья · b8 чёрный конь · c8 чёрный слон · e8 чёрный король · h8 чёрная ладья · a7 чёрная пешка · b7 чёрная пешка · c7 чёрный ферзь · e7 чёрный слон · g7 чёрная пешка · h7 чёрная пешка · c6 чёрная пешка · d6 чёрная пешка · f6 чёрный конь · e5 чёрная пешка · b4 белая пешка · c4 белый слон · e4 белая пешка · c3 белый конь · d3 белая пешка · f3 белый конь · g3 белая пешка · h3 белая пешка · a2 белая пешка · c2 белая пешка · e2 белый ферзь · a1 белая ладья · c1 белый слон · e1 белый король · h1 белая ладья | a8 чёрная ладья · b8 чёрный конь · c8 чёрный слон · e8 чёрный король · h8 чёрная ладья · a7 чёрная пешка · b7 чёрная пешка · c7 чёрный ферзь · e7 чёрный слон · g7 чёрная пешка · h7 чёрная пешка · c6 чёрная пешка · d6 чёрная пешка · f6 чёрный конь · e5 чёрная пешка · b4 белая пешка · c4 белый слон · e4 белая пешка · c3 белый конь · d3 белая пешка · f3 белый конь · g3 белая пешка · h3 белая пешка · a2 белая пешка · c2 белая пешка · e2 белый ферзь · a1 белая ладья · c1 белый слон · e1 белый король · h1 белая ладья | a8 чёрная ладья · b8 чёрный конь · c8 чёрный слон · e8 чёрный король · h8 чёрная ладья · a7 чёрная пешка · b7 чёрная пешка · c7 чёрный ферзь · e7 чёрный слон · g7 чёрная пешка · h7 чёрная пешка · c6 чёрная пешка · d6 чёрная пешка · f6 чёрный конь · e5 чёрная пешка · b4 белая пешка · c4 белый слон · e4 белая пешка · c3 белый конь · d3 белая пешка · f3 белый конь · g3 белая пешка · h3 белая пешка · a2 белая пешка · c2 белая пешка · e2 белый ферзь · a1 белая ладья · c1 белый слон · e1 белый король · h1 белая ладья | a8 чёрная ладья · b8 чёрный конь · c8 чёрный слон · e8 чёрный король · h8 чёрная ладья · a7 чёрная пешка · b7 чёрная пешка · c7 чёрный ферзь · e7 чёрный слон · g7 чёрная пешка · h7 чёрная пешка · c6 чёрная пешка · d6 чёрная пешка · f6 чёрный конь · e5 чёрная пешка · b4 белая пешка · c4 белый слон · e4 белая пешка · c3 белый конь · d3 белая пешка · f3 белый конь · g3 белая пешка · h3 белая пешка · a2 белая пешка · c2 белая пешка · e2 белый ферзь · a1 белая ладья · c1 белый слон · e1 белый король · h1 белая ладья | a8 чёрная ладья · b8 чёрный конь · c8 чёрный слон · e8 чёрный король · h8 чёрная ладья · a7 чёрная пешка · b7 чёрная пешка · c7 чёрный ферзь · e7 чёрный слон · g7 чёрная пешка · h7 чёрная пешка · c6 чёрная пешка · d6 чёрная пешка · f6 чёрный конь · e5 чёрная пешка · b4 белая пешка · c4 белый слон · e4 белая пешка · c3 белый конь · d3 белая пешка · f3 белый конь · g3 белая пешка · h3 белая пешка · a2 белая пешка · c2 белая пешка · e2 белый ферзь · a1 белая ладья · c1 белый слон · e1 белый король · h1 белая ладья | 1 |
|   | a | b | c | d | e | f | g | h |   |

При дворе испанского короля Филиппа II в 1575 году состязались в шахматном искусстве испанцы Руй Лопес де Сегура и Альфонсо Серон, а также итальянские мастера Джованни Леонардо Ди Бона и Паоло Бои. Состязание в Мадриде часто называют первым международным шахматным турниром. На самом деле это не совсем верно, так как все участники соревнования, несмотря на разные национальности, были на тот момент подданными короля Филиппа II. Заранее выработанного регламента игр не было. Партии проводились в разное время, а не параллельно, как принято сейчас на турнирах. Испанцы играли только против итальянцев, но не между собой. Нет свидетельств, что итальянцы тоже играли друг с другом. Считалось, что итальянцы придерживаются яркого комбинационного стиля, в то время, как испанцы предпочитают позиционное противостояние. Турнир был, таким образом, противостоянием двух стилей и национальных школ шахматного искусства. Существовали и некоторые различия в понимании правил. Итальянцы настаивали на свободной рокировке, а не на фиксированной, как сейчас. Игрок мог по-разному в зависимости от ситуации, его устраивающей, производить смену положения ладьи и короля. Например: при выполнении короткой рокировки короля можно было поставить и на h1, на g1, и даже на f1, соответственно и ладья могла стать на поля e1, f1, и даже на g1 (при короле на h1). Руй Лопес же выступал за фиксированное и единое для всех случаев положение короля и ладьи при рокировке.
В испанской столице Леонардо расправился со своим противником, лучшим испанским шахматистом того времени, Руй Лопесом, взяв у него реванш за поражение в Риме в 1560 и 1572 годах. Правда, на турнире в Мадриде Руй Лопес выиграл первые две игры. Затем он потерпел поражения в трёх партиях от Леонардо (это были три партии из пяти против каждого из соперников). Вскоре Джованни Леонардо одержал победу и над другим сильным испанским шахматистом — Альфонсо Сероном, специально прибывшим в Мадрид, узнав о поражении Лопеса. Затем Леонардо отбыл из Мадрида и уже в его отсутствие приехавший из Италии Паоло Бои обыграл Лопеса и Серона.

## Исторические лица, изображённые на картине
Художник добивался портретного сходства персонажей своей картины с прототипами, работал над документами эпохи проведения турнира. Действие картины «Шахматный турнир при дворе короля Испании» происходит в королевском дворце Эскориал (который находился в стадии строительства). На картине изображены крупные политические деятели, полководцы, теологи XVI века. Слева направо:
- шахматист и священнослужитель Руй Лопес де Сегура (исп. Ruy López de Segura; около 1540—1580, сидит, размышляя над своим ходом), он терпит поражение в партии; Руй Лопес на картине является единственным, кто смотрит на шахматную доску;
- Карл III (1543—1608, на самом деле Карл II, но придворные историки сделали его третьим, приписав родство с императором Карлом Великим) — герцог Лотарингии с 1545 года, французский политический деятель, известный своей враждебностью к гугенотам;
- монах фра Диего де Чавес[исп.] (в то время — духовник короля Испании и известный теолог);
- шахматист Джованни Леонардо Ди Бона (по прозвищу Малыш; итал. Giò Leonardo Di Bona или Leonardo Giovanni da Cutro, 1542—1587, он встал из-за стола, уверенный в своей победе);
- дон Криштовао де Моура э Тавора[порт.], португалец, лидер происпанской партии во время будущего династического кризиса в Португалии, будущий Вице-король Португалии;
- король Испании Фелипе II (сидит, наблюдая за ходом партии);
- инфанта Изабелла Клара Евгения, дочь Филиппа II (1566—1633) — правительница Испанских Нидерландов, художник допустил ошибку, изобразив её взрослой девушкой. На самом деле ей во время турнира было только девять лет;
- к ней наклонилась её горничная;
- супруга герцога Лерма — Каталина де ла Серда из дома Мединасели;
- королева Анна Австрийская (1549—1580), четвёртая жена короля Испании Филиппа II, доводилась мужу племянницей (сидит за столом);
- рядом с ней мажордом дворца Эскориал;
- паж, склоняющийся к своему собеседнику;
- Дон Хуан Австрийский — испанский полководец, незаконный сын Карла V и Барбары Блуменберг (сидит), победитель битвы при Лепанто и большой любитель шахмат.

## Галерея (прототипы персонажей картины)

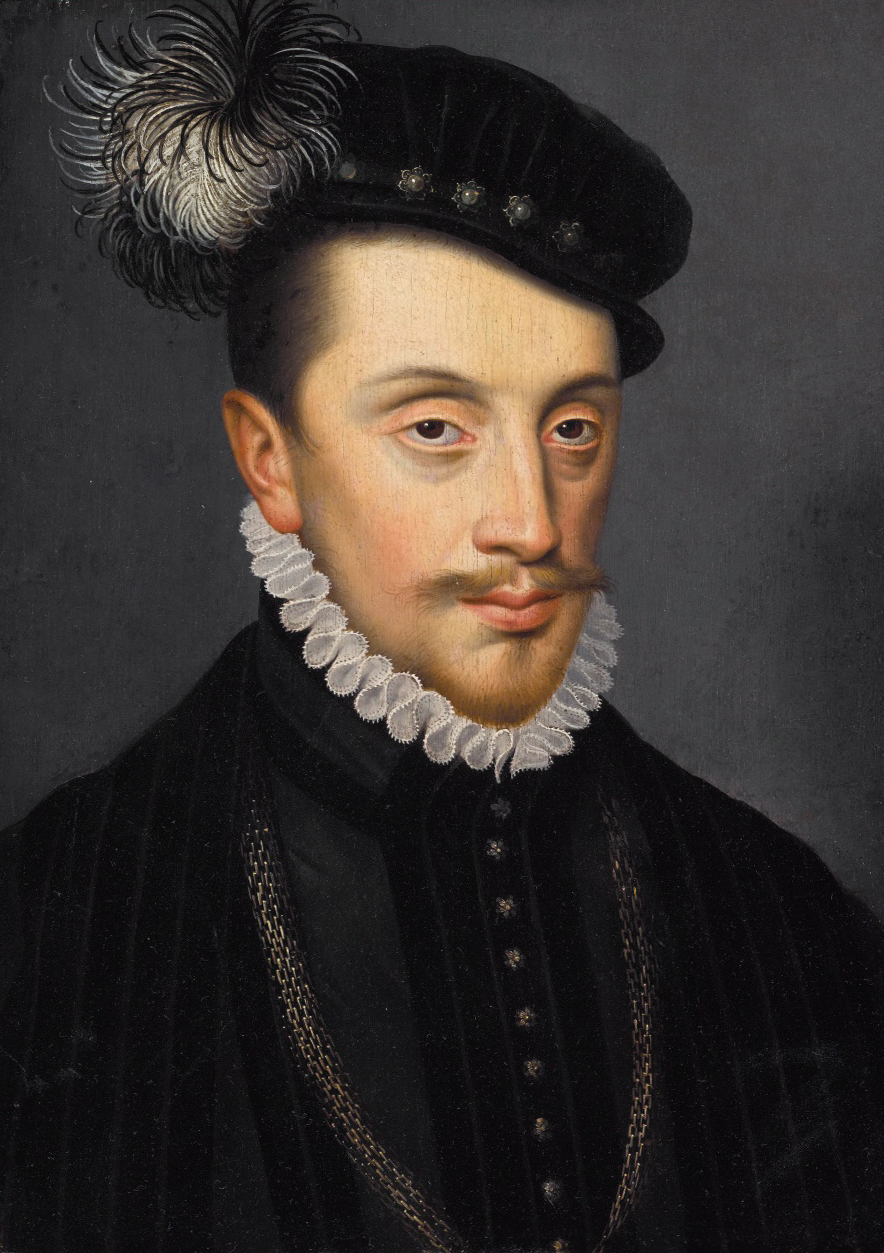
Франсуа Клуэ. Карл III герцог Лотарингии
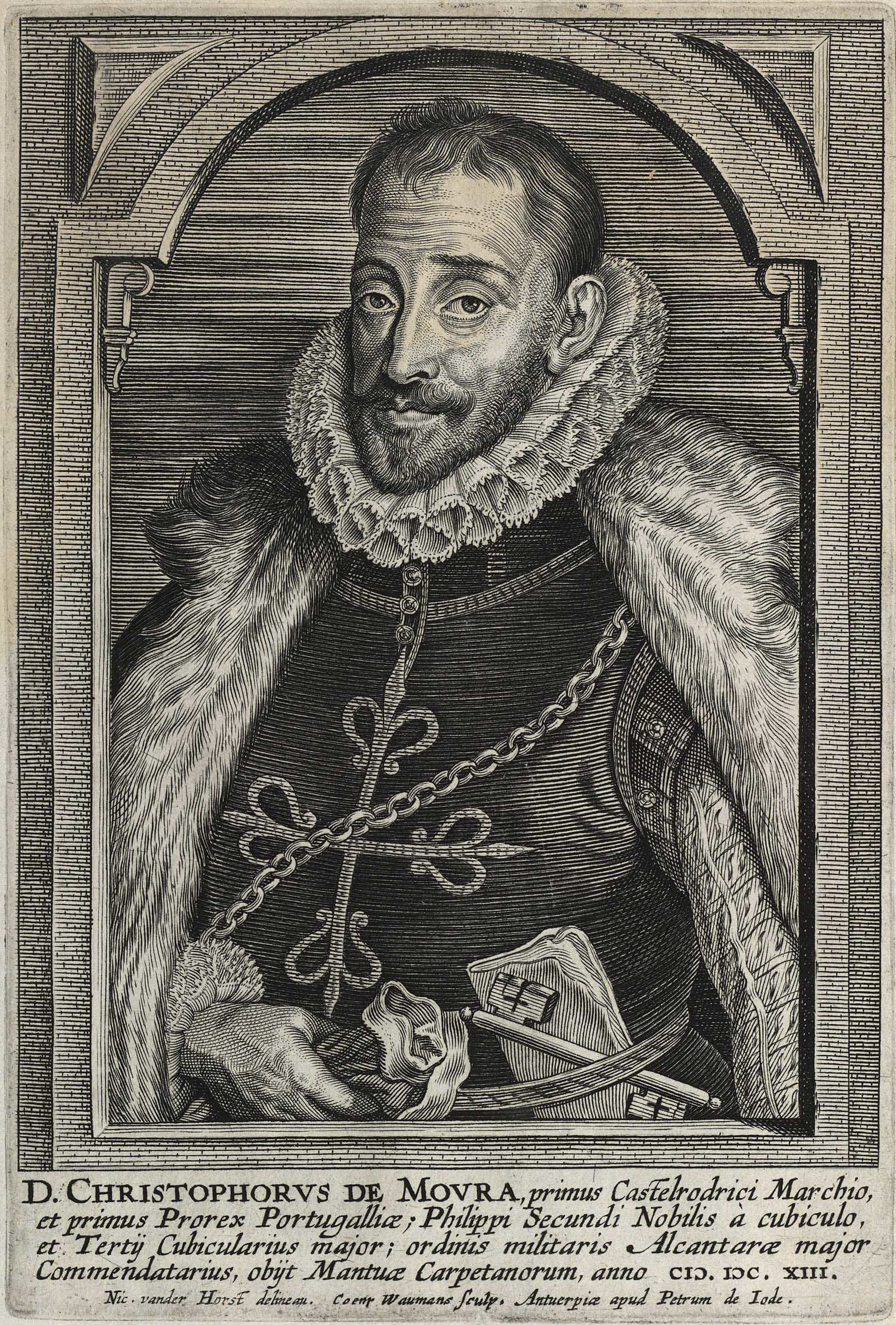
Peter van Iode (?). Криштовао де Моура э Тавора (XVII век)
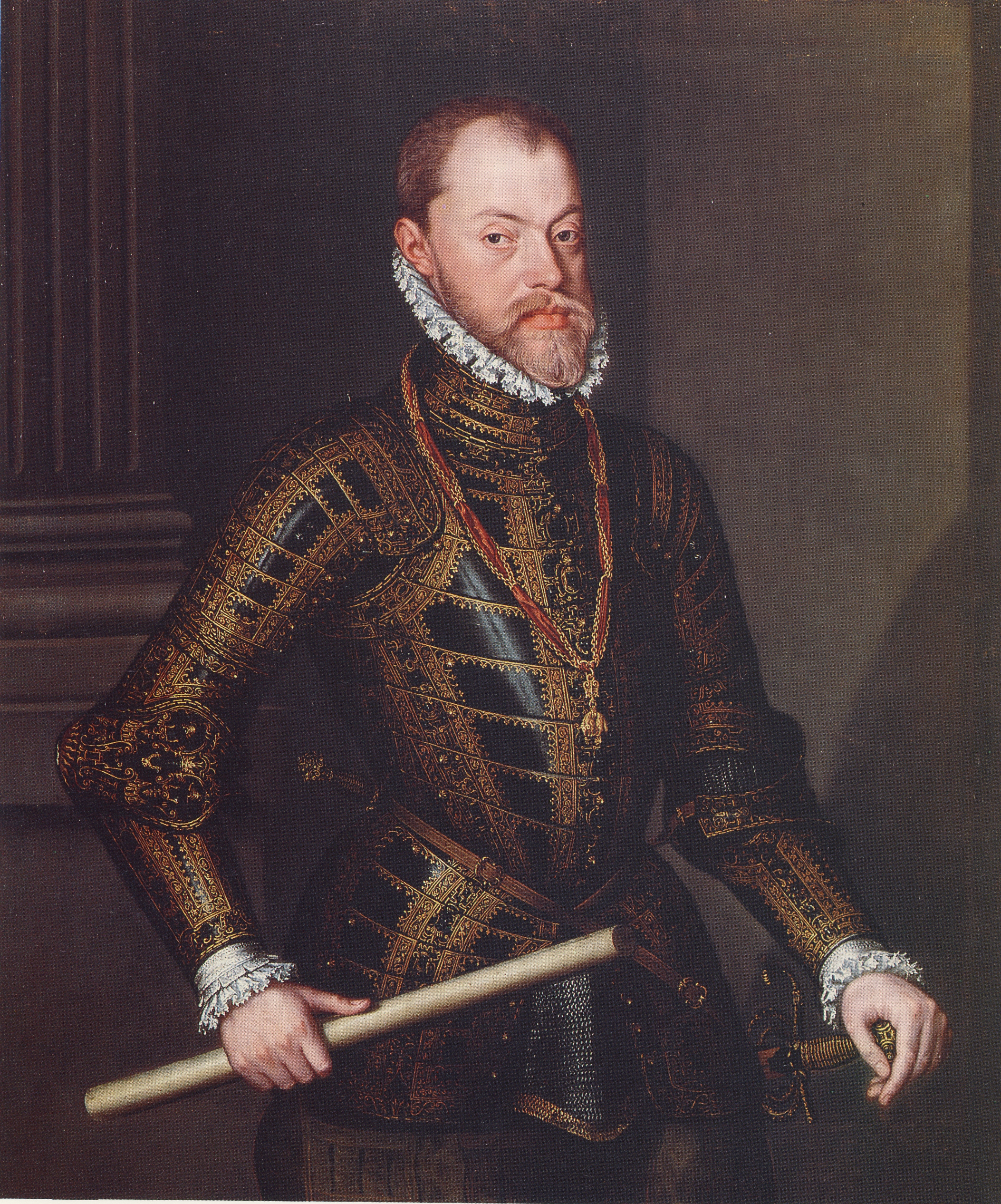
Алонсо Коэльо. Филипп II, 1570
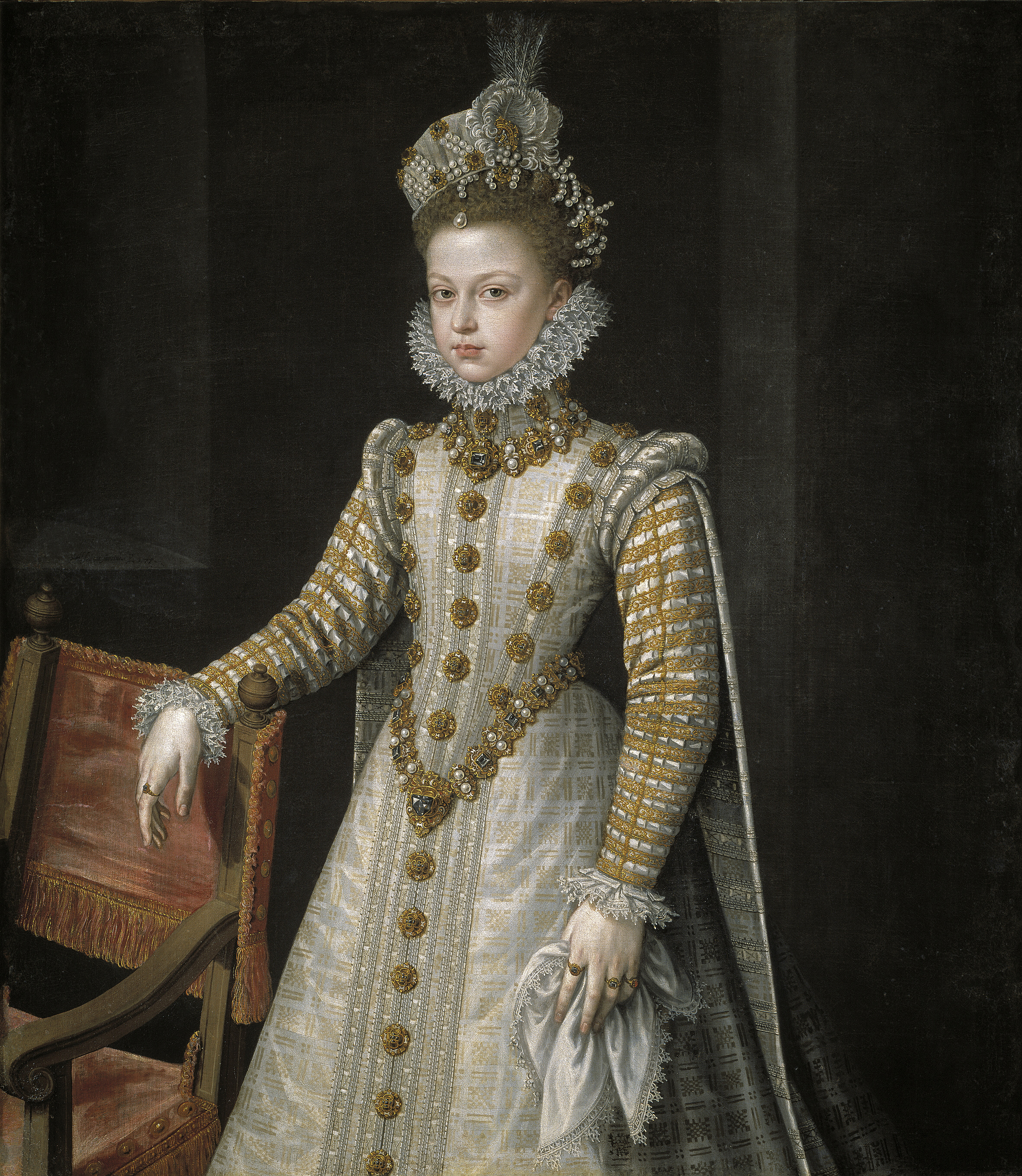
Алонсо Коэльо. Изабелла Клара Евгения, дочь Филиппа II в возрасте 13 лет, 1579
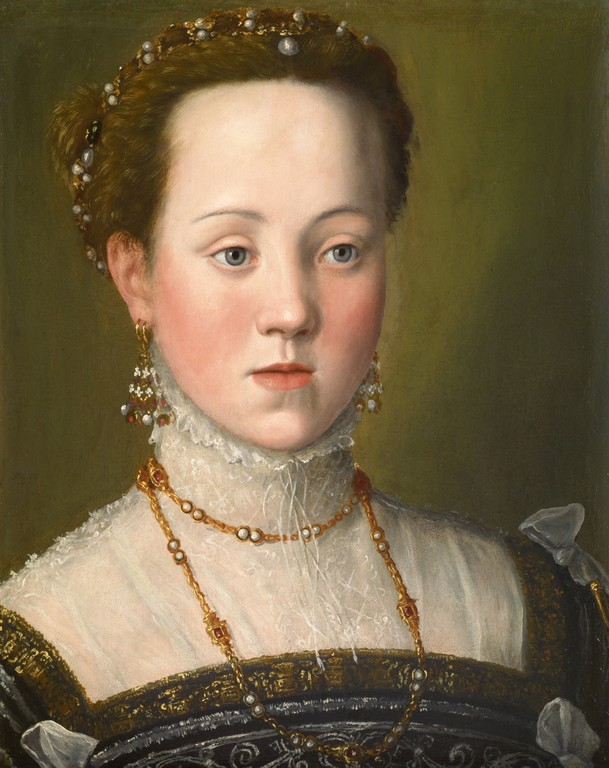
Джузеппе Арчимбольдо. Анна Австрийская, 1563 (за семь лет до брака с Филиппом II)
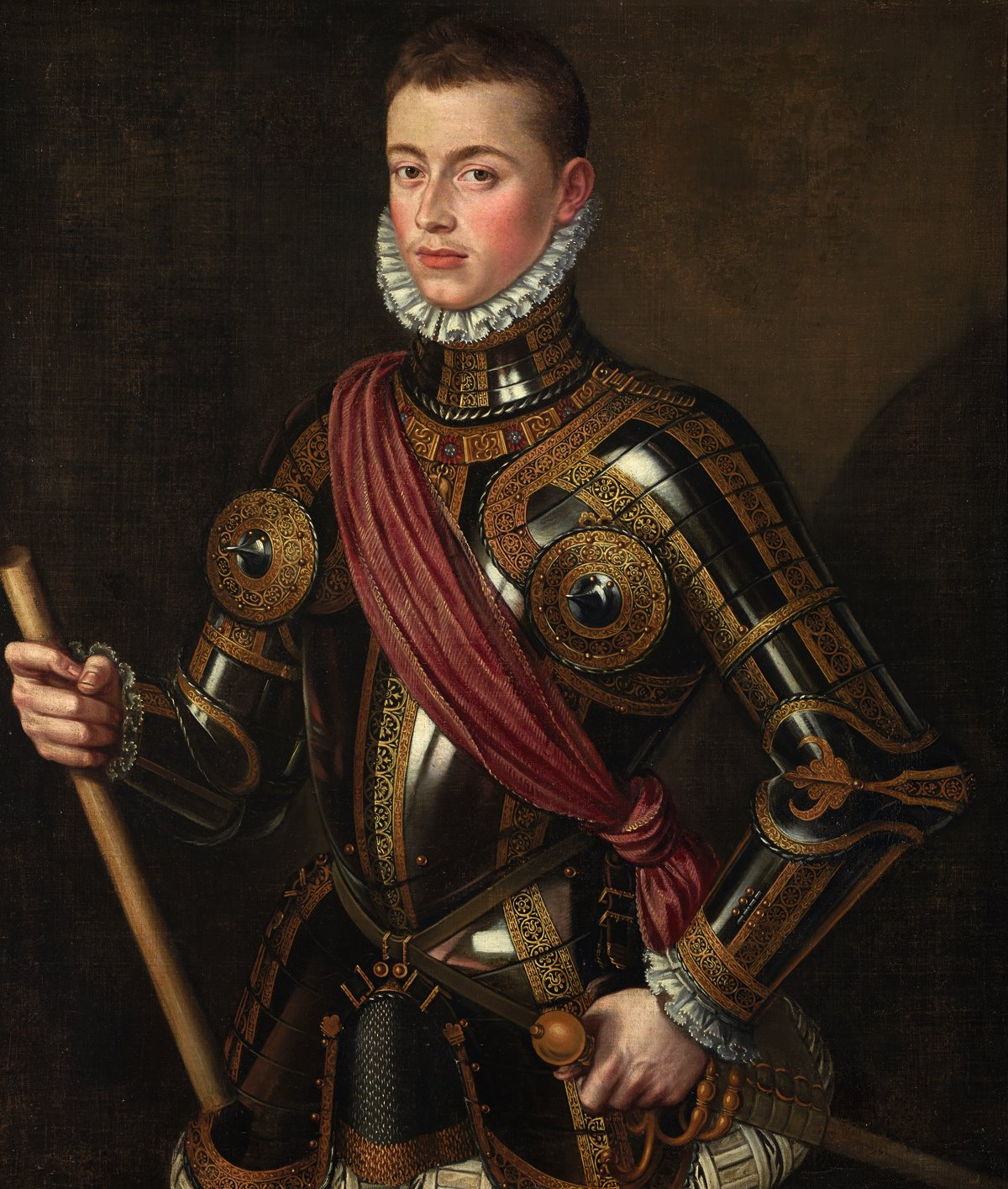
Алонсо Коэльо. Дон Хуан Австрийский, 1567

## Сохранившиеся до нашего времени партии Руй Лопеса против Леонардо ди Бона на турнире
Некоторые фрагменты партий, сыгранных на турнире в Мадриде сохранились. Это партии из числа сыгранных именно между Леонардо и Руй Лопесом. Их записал ученик Леонардо Джулио Чезаре Полерио, сопровождавший его в поездках. Сам участия в турнире он не принимал, но впоследствии стал сильным шахматистом. Датированы 1575 годом три партии между Леонардо и Руй Лопесом, одна указана особо, как сыгранная в Мадриде:
- Джованни Леонардо Ди Бона против Руй Лопеса де Сегура. Мадрид[14]
- Джованни Леонардо Ди Бона против Руй Лопеса де Сегура[15]
- Руй Лопес де Сегура против Джованни Леонардо Ди Бона[16]